# Свічаревська Ганна Олексіївна
Ганна Свічаревська (1888, с. Котівка, нині Магдалинівського району Дніпропетровської області — 2 листопада 1967, м. Дніпро; похована на Запорізькому кладовищі в Дніпрі) — членкиня Катеринославської «Просвіти» з 2 березня 1913. Акторка самодіяльного театру, співачка.

## Життєпис
Народилася у сім'ї священнослужителя.

У колі родини. Зліва направо: чоловік Дем'ян Дерев'янко, сини Ростислав і Володимир, Ганна Свічаревська. 1939 р.

Її батько Олексій Свічаревський мав символічний клаптик землі в 0,22 десятини в с. Гупалівка (Учет земель Новомосковского уезда Екатеринославской губернии. — Издание Екатеринославской губернской земской управы, 1908).
Вчилася в церковно-парафіяльній школі (чотири класи).
Одружилась з Дем'яном Дерев'янком, який мав досить міцне господарство в Котівці.
У 1930, під час розкуркулювання на селі, з чоловіком переїхали до Дніпра.
Чоловік до війни працював бухгалтером на Сталінській залізниці.
Свічаревська була домогосподаркою, виховувала двох синів.
За спогадами онука Володимира Дерев'янка, бабуся розповідала про самодіяльний театр, у якому вона брала участь у Котівці.
Свічаревська добре співала. Аматори ставили не просто драматичні, але й оперні, музичні вистави — «Наталку Полтавку» та ін.

Ганна Свічаревська (ліворуч) з сестрою. 1948 р.

У тих же виставах у комічних ролях брав участь і просвітянин Андрій Пацаль, чоловік її сестри Марії.